# Епархия Вианы (Ангола)
Епархия Вианы (лат. Dioecesis Viananensis) — епархия Римско-Католической церкви с центром в городе Виана, Ангола. Епархия Вианы входит в митрополию Луанды. Кафедральным собором епархии Вианы является церковь святого Франциска Ассизского.

## История
6 июня 2007 года Бенедикт XVI издал буллу «Cunctae catholicae», которой учредил епархию Вианы, выделив её из архиепархии Луанды.

## Ординарии епархии
- епископ Joaquim Ferreira Lopes O.F.M[1] (6.06.2007 — по настоящее время).

## Источник
- Annuario Pontificio, Libreria Editrice Vaticana, Città del Vaticano, 2003, ISBN 88-209-7422-3
- Булла Cunctae catholicae, AAS 99 (2007), стр. 585  (лат.)
- Объявление об учреждении епархии (недоступная ссылка)  (итал.)